# Naruto Shippuden: Ultimate Ninja Storm 4
Naruto Shippuden: Ultimate Ninja Storm 4 también conocido en japonés como Naruto Shippūden: Narutimate Storm 4 (NARUTO 疾風伝 ナルティメットストーム 4 Naruto Shippūden: Narutimetto Sutōmu 4?), es un juego de lucha desarrollado por CyberConnect2 y publicado por Bandai Namco Entertainment para PlayStation 4, Xbox One y Steam en febrero de 2016. Es la sexta entrega de la serie Naruto: Ultimate Ninja Storm inspirada en el manga de Naruto de Masashi Kishimoto. Es la secuela del juego de 2013 titulado Ultimate Ninja Storm 3 Full Burst.
La narrativa sigue a los jóvenes ninjas Naruto Uzumaki y Sasuke Uchiha mientras participan en una guerra mundial entre shinobi, la Cuarta Guerra Mundial Shinobi, contra la organización terrorista Akatsuki y se unen para derrotarla. Similar al Storm 3, el juego usa sistemas de lucha regulares; sin embargo, los jugadores pueden cambiar entre un equipo de tres luchadores que pueden ayudarse entre sí. Otros elementos que regresan involucran peleas de jefes, donde se requieren eventos de tiempo rápido para llegar a escenas ocultas y áreas de hack and slash. La versión de expansión se titula Naruto Shippuden: Ultimate Ninja Storm 4 - Road to Boruto; esta versión se compiló con otros tres títulos de la serie como Naruto Shippuden: Ultimate Ninja Storm Legacy y se lanzó en agosto de 2017. Agrega nuevos personajes de la película de 2015, Boruto: Naruto the Movie, y versiones adultas de los luchadores más jóvenes.
El juego fue desarrollado para PlayStation 4 y Xbox One durante un período de dos años. CyberConnect2 aprovechó el potencial del hardware para incorporar más mecánicas de lucha y agregar nuevos luchadores. El juego recibió críticas generalmente positivas, según Metacritic; Se elogió su narrativa y gráficos, pero los críticos también estaban divididos sobre la longitud de la historia y la profundidad de los controles. En abril de 2020 se lanzó un puerto de Nintendo Switch de Naruto Shippuden: Ultimate Ninja Storm 4 - Road to Boruto. Incluyendo Road to Boruto, el juego había vendido 8,7 millones de copias en diciembre de 2021.

## Jugabilidad
La jugabilidad del Ultimate Ninja Storm 4 es similar a la de los juegos anteriores de la serie, en los que los jugadores luchan entre sí en escenarios 3D. Una característica recurrente, omitida desde el Ultimate Ninja Storm original, es la capacidad de correr por las paredes; los jugadores pueden luchar en los lados (paredes) de cada escenario. Un cambio importante en la función es la capacidad de tener un personaje en la pared y el otro en el campo; el segundo jugador también puede moverse por la pared para mantener la batalla fluida y el sistema bajo control. El juego tiene la mayor cantidad de luchadores en la historia de la serie. Su lista incluye 106 luchadores del universo de Naruto, incluidos duplicados de los mismos personajes, como Naruto (Parte 1) y Naruto (Modo Sabio de los Seis Caminos). También incluye personajes de las películas The Last: Naruto the Movie (2014) y Boruto: Naruto the Movie (2015). Hay un total de más de cien personajes en el juego.
Se eliminó la opción de seleccionar uno de los tres tipos de lucha; cuya opción se introdujo en Naruto Shippūden: Ultimate Ninja Storm Revolution, restaurando el resto de los ataques más fuertes de la serie como los jutsus definitivos y el sistema de despertar que mejora las capacidades de lucha del luchador por un tiempo limitado. Otra característica nueva es la capacidad de intercambiar personajes durante la batalla, similar a juegos como Marvel vs. Capcom 3: Fate of Two Worlds. Los personajes intercambiables pueden compartir despertares y jutsus definitivos; los jugadores pueden construir su medidor con un personaje y cambiar al otro, usando las mismas habilidades con el otro personaje (que comparte la barra de vida). Otra novedad en la serie es la capacidad de romper armas y armaduras en batallas libres y contra jefes con la capacidad de infligir daño elemental; el fuego puede quemar la ropa, pero los jugadores pueden deshacerse del fuego moviéndose rápidamente por el área o siendo atacados con agua.
Un jugador puede jugar inicialmente el modo de historia sobre la Cuarta Guerra Mundial Shinobi ambientada después de los eventos de Naruto Shippūden: Ultimate Ninja Storm 3 Full Burst. El cual se divide en capítulos lineales que involucran los encuentros paralelos que tienen Naruto y Sasuke hasta su reencuentro. Los capítulos opcionales centrados en el pasado del elenco secundario también están disponibles para jugar. Similar a los juegos anteriores de Storm, el modo de historia tiene peleas de jefes con eventos de tiempo rápido y elementos de hack and slash. Cuando completan el modo, el jugador puede viajar a través de un mundo abierto para recrear peleas de entregas de series anteriores. El DLC Road to Boruto también se enfoca en el mismo mundo abierto pero restringido a la Aldea Oculta de la Hoja con misiones secundarias disponibles además de completar su narrativa principal.

## Desarrollo

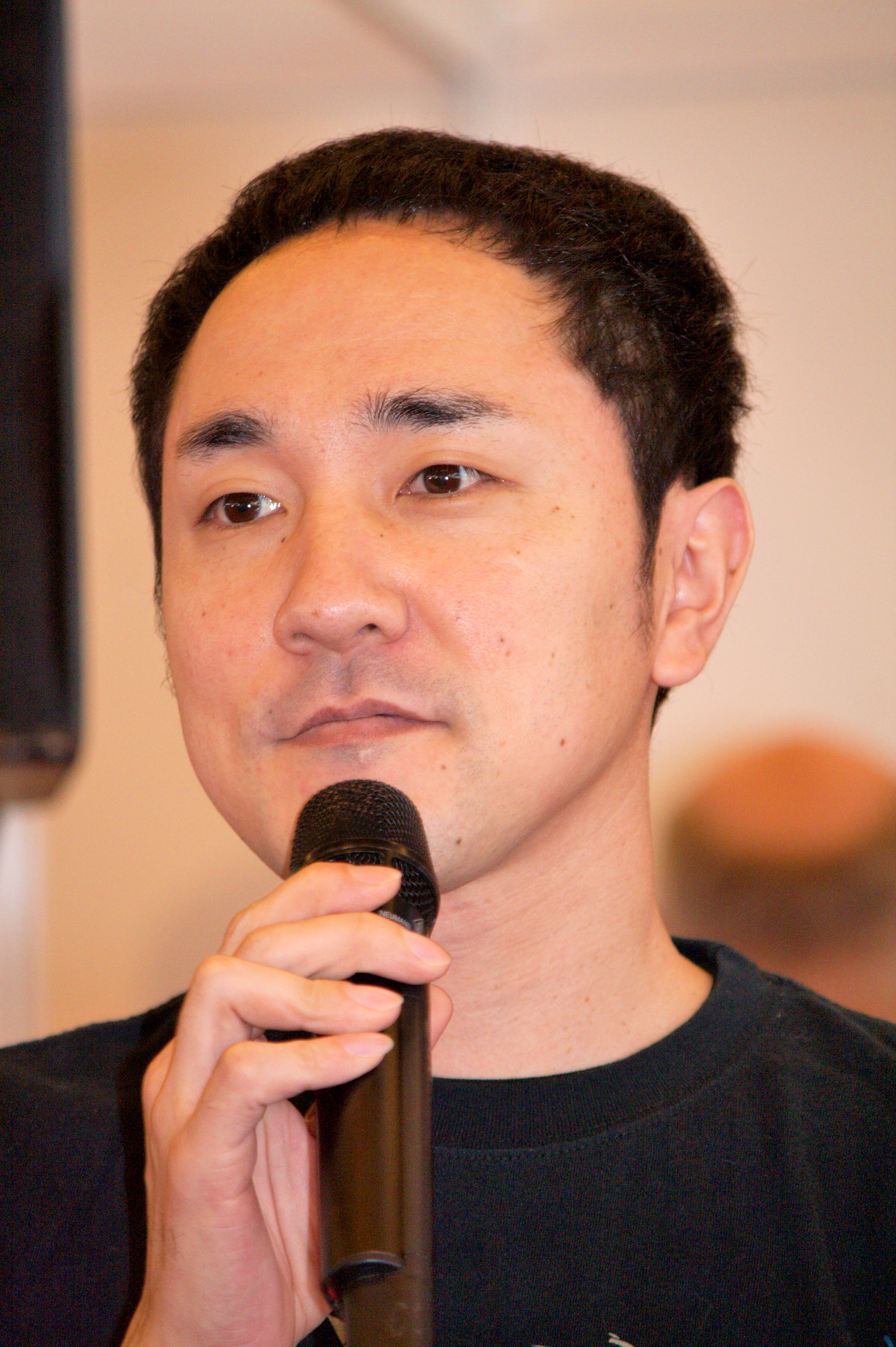
El CEO de CyberConnect2, Hiroshi Matsuyama, supervisó el desarrollo del juego.

Storm 4 originalmente estaba destinado a ser un juego de PlayStation 3, pero su desarrollo se cambió a la próxima generación de consolas para aprovechar la capacidad del hardware. El CEO de CyberConnect2, Hiroshi Matsuyama, concibió la narrativa base, comenzando con la pelea entre Hashirama Senju y Madara Uchiha, durante un período de ocho meses. Cada personaje tardó catorce meses en desarrollarse. Según Matsuyama, el presupuesto del juego fue más alto que el de los títulos anteriores rodando entre los de 1.400 millones de yenes debido al trabajo necesario en cada personaje. Aunque los títulos anteriores se lanzaron para PlayStation 3 y Xbox 360, Naruto Shippuden: Ultimate Ninja Storm 4 se desarrolló para las consolas de próxima generación como resultado de las demandas de los vendedores de videojuegos. CyberConnect2 aprovechó el hardware de PlayStation 4 y Xbox One para mejorar los gráficos del título. El equipo desarrolló la narrativa del juego para continuar donde lo dejaron en el Storm 3 Full Burst, Storm Generations y Storm Revolution, e incluyó un modo de aventura ambientado después de la historia principal. Matsuyama reunió a varios desarrolladores para Storm 4, con la esperanza de que el hardware actualizado complementara el manga, y dijo que su volumen final lo inspiró a diseñar el juego.
En lugar de mantenerse al día con los personajes secundarios, CyberConnect2 concibió el sistema líder para que los jugadores pudieran usar dos luchadores independientes simultáneamente. Matsuyama prometió que volverían las batallas contra jefes de los títulos numerados anteriormente porque son populares entre los fanáticos. Dado que el manga había terminado cuando el juego comenzó a desarrollarse, quería que el Storm 4 tuviera peleas de jefes con imágenes que superaran las entregas anteriores. Matsuyama citó una pelea de jefes en la que Naruto Uzumaki, Sasuke Uchiha y Sakura Haruno invocaban animales gigantes para combatir al Diez Colas, con el sapo gigante de Naruto, Gamakichi, «corriendo» a través del Diez Colas con una espada de madera. Para mejorar la duración del juego, Matsuyama también quería un modo en línea. También se crearon técnicas únicas, que no están presentes en el manga, para adaptarse a las parejas que eran populares entre los fans.
Matsuyama quería agregar material del proyecto de la nueva generación, que comenzó con la serie cuando el manga finalizó su serialización en 2014. El equipo escuchó las sugerencias de los fanáticos, basadas en los juegos anteriores, para facilitar el trabajo del sistema de batalla. Una mecánica traída de juegos anteriores son el moverse por las paredes, donde el jugador puede perder una pelea al caer del ring; Al principio del desarrollo del Ultimate Ninja Storm 4, el personal debatió implementarlos en las peleas de los jefes finales. Cuando vio el producto terminado, Matsuyama se sintió conmovido por la pelea final entre Naruto y Sasuke. Dibujó a los dos luchadores, con la intención de ponerlos en el juego y prometiendo a los jugadores que disfrutarían de la pelea.
El hardware habilitó una nueva mecánica en la que el personaje del jugador puede recibir asistencia de otro personaje con técnicas basadas en fuego o madera; los detalles de cada uno difieren. Matsuyama señaló que la implementación de correr en las paredes fue controvertida entre el personal; una demostración se centró en los efectos ambientales, como el humo y la arena. Cuando se le preguntó acerca de agregar a Hanabi Hyuga al elenco, Matsuyama dijo que se añadiría a la Hanabi de The Last: Naruto the Movie.
El equipo investigó varios tipos de animación para mejorar la calidad del juego. Se utilizó Bleach bypass, con iluminación modificada para parecerse al anime; Matsuyama lo llamó un anime jugable. El entorno del juego y las animaciones faciales de los personajes fueron muy detallados, gracias al nuevo hardware. También se cambiaron los efectos; un fuego quema la ropa de la víctima, lo que obliga al jugador a apagar el fuego. Aunque la guerra mundial Shinobi es el centro de la historia, Matsuyama también quería que el equipo priorizara la batalla final entre Naruto y Sasuke. En los primeros segmentos de la historia, el equipo utilizó la animación del anime Naruto Shippuden de Studio Pierrot; Matsuyama dijo que la narrativa al comienzo del juego ya estaba bien hecha y que los primeros capítulos se parecen al anime. El equipo utilizó varios fotogramas de animación para el modo historia y Matsuyama pretendía equilibrar las imágenes del juego con la animación de Pierrot.

## Lanzamiento y contenido descargable
Naruto Shippuden: Ultimate Ninja Storm 4 se anunció para PlayStation 4 en diciembre de 2014. El público pudo jugar el juego por primera vez en la Gamescom de 2015. Originalmente planeado para el otoño de 2015, se anunció en agosto de ese año que el juego se retrasaría hasta febrero de 2016 para hacerlo más auténtico y actualizado. Por su parte la banda japonesa Kana-Boon interpretó «Spiral» (スパイラル Supairaru?) el tema de apertura del juego, y una versión de demostración del juego se pudo ver durante el Jump Festa de 2015.
Road to Boruto, una expansión con elementos de Boruto: Naruto the Movie, fue lanzada el 3 de febrero de 2017; Bandai Namco Entertainment decidió terminar la serie Ultimate Ninja Storm con la expansión. En el parche, se agregaron nuevas versiones de Naruto y Sasuke y personajes jugables como Boruto Uzumaki, Sarada Uchiha y Mitsuki. Cuando finalizó el desarrollo del Storm 4, CyberConnect2 comenzó a trabajar en contenidos descargables como estrategia a la respuesta favorable a Boruto: Naruto the Movie. El equipo encuestó a los jugadores sobre lo que querían jugar en el juego y la mayoría de las respuestas involucraron a la generación de Boruto Uzumaki. Matsuyama pensó que la historia principal de Boruto tomaría tres o cuatro horas, y se crearon historias paralelas para aumentar la duración del juego. Aunque este DLC estaba destinado a ser el capítulo final de la serie Storm, se lanzaron otros DLC (historias paralelas centradas en Gaara y Shikamaru Nara) en marzo de 2016. El DLC adicional fue «Realidad virtual», en el que Boruto puede luchar contra jefes finales fuertes.
En febrero de 2017 se lanzó un parche para la versión de PC, que le da al juego una velocidad de cuadro de 60 FPS. En diciembre de 2019 se anunció un puerto de Nintendo Switch y un paquete de DLC de Next Generations para todas las plataformas, con nuevos personajes jugables y disfraces de la serie de anime Boruto: Naruto Next Generations, y se lanzó en abril de 2020. El paquete incluía a Kinshiki y Momoshiki Ōtsutsuki como personajes jugables, Matsuyama dijo que trasladar el juego a la Switch fue decisión de Bandai, no suya, hasta que CyberConnect2 lo aprobó.

## Recepción

### Ventas
Storm 4 vendió 64,446 copias en Japón para PlayStation 4, lo que superó las ventas de lanzamiento de los dos primeros juegos del Storm, pero no logró alcanzar las del Storm 3. Según el sitio web de Siliconera, las ventas más bajas del Storm 4 pueden estar relacionadas con el hecho de que el manga terminara su serialización (a diferencia de los juegos anteriores). Un comunicado de prensa de Bandai Namco informó en febrero de 2016 que el Storm 4 había enviado 1.334,000 copias en todo el mundo: 80,000 en Japón, 84,000 en otras partes de Asia, 550,000 en Europa y 620,000 en América del Norte. VentureBeat lo encontró como uno de los juegos de lucha más vendidos durante su lanzamiento, solo rivalizado por Street Fighter V de Capcom. En junio de 2016, TV Tokyo anunció que el juego había vendido más de 1.5 millones de copias en todo el mundo. El 12 de septiembre de ese año, Bandai Namco Entertainment anunció que el Storm 4 había enviado dos millones de copias.
La expansión Road to Boruto vendió 9,204 unidades en Japón, lo que fue considerado como un número fuerte por Siliconera debido a que es un DLC. En noviembre de 2017, se anunció que los envíos combinados del juego original, Road to Boruto y las ventas digitales habían alcanzado los tres millones de copias. Durante una transmisión en vivo, CyberConnect2 anunció que el Storm 4, incluido Road to Boruto, habían vendido 5.8 millones de copias en marzo de 2020. Hasta diciembre de 2021, el juego vendió más de 8.7 millones de copias en todo el mundo.

### Respuesta crítica
El juego para la PlayStation 4 tiene una puntuación de 79/100 en Metacritic, mientras que para la plataforma Xbox One tiene una puntuación de 80/100, lo que indica críticas positivas. GameSpot elogió sus imágenes, diseños de personajes y narrativa. HobbyConsolas elogió los múltiples giros de la narrativa y las imágenes del juego. Un crítico de Destructoid disfrutó del combate y las imágenes «extravagantes». Elogió el modo historia por explicar las ambigüedades de la serie original (como el origen de la técnica del ojo Sharingan de Kakashi), pero sintió que las escenas de corte carecían de equilibrio con las peleas más cortas. Un crítico de IGN criticó la breve campaña del juego y la mala presentación en los primeros capítulos (debido al uso de fotogramas en lugar de escenas CGI), pero encontró más interesantes el clímax y las peleas finales de Naruto. GameRevolution dijo que gracias a las múltiples historias (sobre todo las de Sasuke y Obito Uchiha), el jugador podía ver la narrativa desde diferentes puntos de vista. Esto enriqueció la historia principal, haciéndola agradable para los fanáticos que regresan de entregas anteriores o para los jugadores nuevos en la serie. La cantidad de escenas de la campaña principal también fue bien recibida.
En cuanto a la jugabilidad, GameSpot encontró que su sistema de lucha era demasiado simple y estaba orientado a los fanáticos de la serie en lugar de a los juegos de lucha en general. Un crítico de IGN criticó la mala IA y los problemas de conexión del juego, pero disfrutó del sistema de lucha. Según Hardcore Gamer, tenía «controles sólidos y una lista de personajes sobresaliente». The Escapist calificó el juego con un nueve de diez, elogiando su jugabilidad y narrativa. Un crítico de Hobby Consolas elogió la cantidad de contenido de CyberConnect2, citando el mundo abierto después de la campaña principal (ya que los jugadores podían revivir peleas de juegos anteriores); a diferencia de IGN, quienes encontraron la IA más desafiante. El crítico también elogió el nuevo sistema de parejas (por agregar estrategia al combate) y el detalle en la vestimenta de los luchadores. En una revisión de GameRevolution dieron críticas positivas a los controles simples en el elenco, cada pelea de jefe principal fue atractiva en imágenes y velocidad; también elogiaron el uso de personajes asistentes en las peleas.
Road to Boruto tiene un 70 en Metacritic para la versión de PlayStation 4, lo que indica «críticas mixtas o promedio», y 77 para la versión de Xbox One, lo que indica «críticas generalmente favorables». Jeaxtu consideró Road to Boruto una conclusión satisfactoria para la serie Naruto (basada en los nuevos personajes), pero la encontró demasiado corta. PlayStation Universe estuvo de acuerdo y dijo que la nueva narrativa era interesante pero que Road to Boruto era demasiado corta. Un crítico de Atomix sintió que el nuevo modo aventura completaba la narrativa del Storm 4, ya que se explicaban los eventos de la serie original de Naruto y Boruto: Naruto the Movie. Al criticar la falta de una nueva jugabilidad, el crítico elogió el nuevo elenco y las versiones adultas de Naruto y Sasuke.
El juego para Nintendo Switch tiene una puntuación de 79 en Metacritic, lo que indica críticas favorables.. Eurogamer elogió la cantidad de contenido del juego; completar la campaña y el DLC podría tomar 35 horas. Nintendo Life disfrutó del elenco y los controles receptivos del juego, pero cuestionó la adición de eventos de tiempo rápido y la presentación. Hobby Consolas descubrió que los controles mejoraron y consideró que sus imágenes eran superiores a los juegos Storm anteriores, pero sintió que no aprovechó la capacidad total del Switch. Una revisión de Meristation dijo que aunque el Nintendo Switch mantuvo un buen combate y narrativa, los gráficos eran peores que el original y no se podían jugar suficientes personajes.

### Legacy
La pelea final entre Sasuke y Naruto fue considerada uno de los mayores desafíos del personal de Pierrot, y tomó un mes adaptarla del manga. Pierrot recibió asistencia de CyberConnect2 en su realización. Aunque Matsuyama recibió una serie de solicitudes en 2019 de los fanáticos para desarrollar otro juego de Storm, dijo que era el juego final de la serie. También dijo que Bandai Visual decidiría si se debe desarrollar una nueva serie de juegos, centrada en Boruto Uzumaki.